# Фонтьес-д’Од
Фонтье́с-д’Од (фр. Fontiès-d'Aude) — коммуна во Франции, находится в регионе Лангедок — Руссильон. Департамент коммуны — Од. Входит в состав кантона Капандю. Округ коммуны — Каркасон.
Код INSEE коммуны — 11151.

## Население
Население коммуны на 2021 год составляло 554 человека.
| 1962 | 1968 | 1975 | 1982 | 1990 | 1999 | 2008 |
| ---- | ---- | ---- | ---- | ---- | ---- | ---- |
| 300  | 311  | 239  | 281  | 336  | 367  | 402  |

## Экономика
Основу экономики составляет виноградарство.
В 2007 году среди 268 человек в трудоспособном возрасте (15—64 лет) 188 были экономически активными, 80 — неактивными (показатель активности — 70,1 %, в 1999 году было 67,3 %). Из 188 активных работали 162 человека (88 мужчин и 74 женщины), безработных было 26 (15 мужчин и 11 женщин). Среди 80 неактивных 24 человека были учениками или студентами, 26 — пенсионерами, 30 были неактивными по другим причинам.